# Stawiszyn (gmina)
Pour les articles homonymes, voir Stawiszyn.
Stawiszyn est une commune urbaine-rurale de la voïvodie de Grande-Pologne et du powiat de Kalisz. Elle s'étend sur 78,27 km2 et comptait 7 244 habitants en 2006. Son siège est la ville de Stawiszyn.